# Виги-патриоты
Виги-патриоты (англ. Patriot Whigs), позже — Партия патриотов (англ. Patriot Party) — фракция британской Партии вигов с 1725 по 1803 год. Сформирована в Палате общин как оппозиционная правительству Роберта Уолпола в 1725 году, когда Уильям Палтни (впоследствии 1-й граф Бат) и семнадцать других вигов присоединились к партии тори в их нападках на министерство. К середине 1730-х годов в Палате общин насчитывалось более ста оппозиционных вигов, многие из которых назывались «патриотами». В течение многих лет они представляли собой более эффективную оппозицию администрации Уолпола, чем Тори.
Виги-патриоты считали, что при Уолполе исполнительная власть стала слишком влиятельной из-за злоупотреблений патронажем и синекурами в парламенте Великобритании. Они также обвиняли лично Уолпола в том, что он слишком пристрастен, слишком важен и слишком стремится удержать компетентных потенциальных соперников от позиций влияния. Его также подозревали в обогащении за счёт государственной казны. Недовольство Уолполом среди его однопартийцев сначала привело к кризису, связанному с Компанией Южных морей и его ролью «ширмы» для директоров компании, а также к тому факту, что Уолпол получил прибыль от деятельности компании, несмотря на её крах. При королеве Анне тори отправили Уолпола в лондонский Тауэр за хищения в качестве военного министра, и даже радикальные виги, такие как Джон Тутчин, публично обвиняли его в выкачивании денег из казны.
Виги-патриоты часто критиковали внешнюю политику Великобритании, особенно при первых двух ганноверских королях. Многие были убеждены, что традиционная политика вигов «Нет мира без Испании» была правильной и что Испания и Франция потенциально опасны для Великобритании. В 1739 году их нападки в парламенте на политику кабинета Уолпола в отношении Испании помогли спровоцировать широкое общественное недовольство, которое привело к войне за ухо Дженкинса и, в конечном итоге, к падению Уолпола три года спустя, во время войны за австрийское наследство.
Первым партийным органом вигов-патриотов была газета The Craftsman, основанная в 1726 году Палтни и виконтом Болингброком, бывшим министром тори, который много лет призывал к созданию «национальной» коалиции не-якобитских тори и оппозиционных вигов, чтобы победить Уолпола и придворных вигов. Среди авторов газеты были такие известные писатели как Джонатан Свифт, Александр Поуп, Джон Гей и Генри Филдинг. Болингброк в своей книге The Idea of a Patriot King (1738; опубликована в 1749) критиковал политические теории, используемых Уолполом и его преемниками для оправдания своих действий, с точки зрения патриотизма. Многие антиуолполовские сатиры 1730-х годов смешивали позиции тори и вигов-патриотов, а некоторые авторы, такие как Генри Кэри, одновременно высмеивали королеву Каролину за её поддержку Уолпола и писали патриотические оперы и песни, такие как «Правь, Британия, морями!» и «Боже, храни короля».
Виги-патриоты так и не пришли к власти, пока Уолпол оставался у власти. Более того, сплочённость «патриотов» была подорвана в 1742 году, когда некоторые из их лидеров присоединились к правительству после падения Уолпола, а Палтни был возведён в Палату лордов. Однако Уильям Питт Старший смог собрать вокруг себя «Партию патриотов» и даже на своём посту продолжал использовать язык вигов-патриотов. Остатки тех, кто идентифицировал себя как «патриоты», позже присоединились к неофициальной «партии» его сына Уильяма Питта Младшего. На протяжении десятилетий «патриоты» будут предоставлять значительную парламентскую поддержку правительственным министерствам.